# Ортолык (село)
Ортолык (алт. Ортолык — остров) — село в Кош-Агачском районе Республики Алтай, единственный населённый пункт Ортолыкского сельского поселения.

## Этимология
Ортолык (алт. ортолык — остров; тув. ортулук — остров).

## География
Село находится  на 876-м километре «Чуйского тракта», на правом берегу реки Чуя. В непосредственной близости от села в реку Чуя впадают реки Елангаш, Ирбисту и Кокозек.

## Население
| 2010 | 2011 | 2012 | 2013 | 2014 | 2015 | 2016 | 2017 | 2018 |
| ---- | ---- | ---- | ---- | ---- | ---- | ---- | ---- | ---- |
| 688  | ↗690 | ↘683 | ↘662 | ↘660 | ↘646 | ↗658 | ↘637 | ↘632 |
| 2019 | 2020 | 2021 |      |      |      |      |      |      |
| ↘616 | ↗632 | ↗757 |      |      |      |      |      |      |

Национальный состав
Согласно результатам переписи 2002 года, в национальной структуре населения алтайцы составляли 82 % от общей численности населения в 763 жителя.

## Климат
Степной холодный климат определяется как категории BSk по классификации Кёппена, то есть климат полупустынь.

Среднегодовая температура −1,7 °C. Среднегодовая норма осадков 156 мм.
| Показатель                 | Янв.  | Фев. | Март  | Апр. | Май | Июнь | Июль | Авг. | Сен. | Окт. | Нояб. | Дек.  | Год  |
| -------------------------- | ----- | ---- | ----- | ---- | --- | ---- | ---- | ---- | ---- | ---- | ----- | ----- | ---- |
| Средняя температура, °C    | −18,8 | −17  | −10,2 | −0,4 | 7,3 | 12,8 | 14,5 | 12,7 | 7    | −1   | −10,1 | −18,9 | −1,7 |
| Норма осадков, мм          | 4     | 3    | 2     | 7    | 12  | 25   | 37   | 29   | 14   | 9    | 7     | 7     | 156  |
| Источник: climate-data.org |       |      |       |      |     |      |      |      |      |      |       |       |      |